# Hội quán Quần Tân
Hội quán Quần Tân (chữ Hán: 羣賓會館), còn được gọi là Chùa Bà Thiên Hậu, là một cơ sở tín ngưỡng tại địa chỉ số 2 đường Lý Thường Kiệt, Phường 7, quận Gò Vấp, Thành phố Hồ Chí Minh. Đây là hội quán do người Hoa nhóm ngôn ngữ Khách Gia (Hẹ) lập ra tại vùng đất Gò Vấp, tỉnh Gia Định xưa.

## Lịch sử

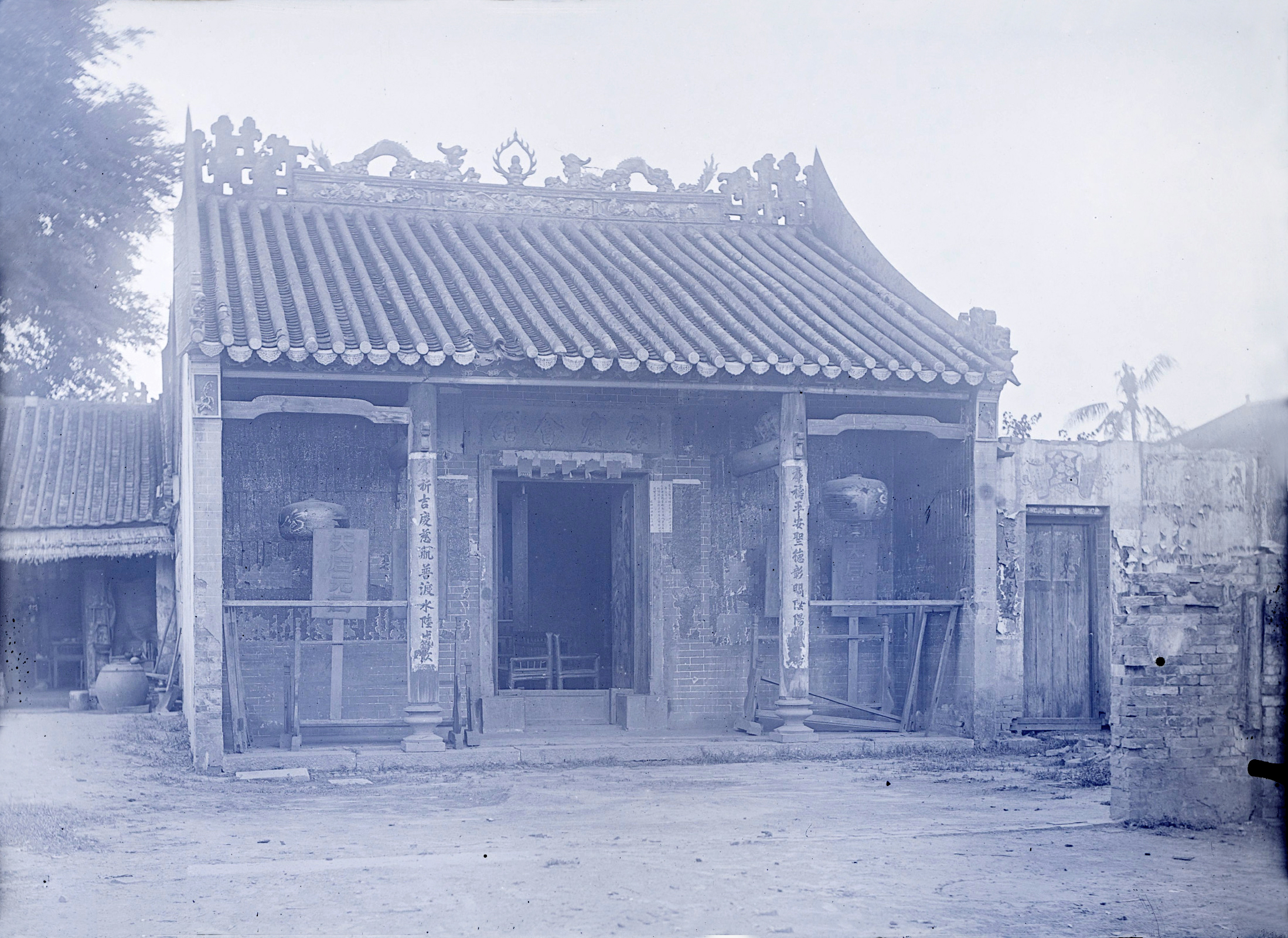
Hội quán Quần Tân vào thời Pháp thuộc

Hiện nay vẫn chưa rõ năm xây dựng hội quán, tuy nhiên theo thông tin ghi nhận được thì hội quán tổ chức kỷ niệm 100 năm ngày thành lập vào năm 1970. Tại hội quán hiện nay còn một tấm hoành phi trên dòng lạc khoản có ghi niên hiệu Đồng Trị thứ 10 tức năm 1870. Ngoài ra, về cổ vật còn có bức nghi môn có chạm thuyền gỗ, tấm bảng đá khắc tên hội quán với chiều dài 1,6 m ghi niên hiệu Quang Tự thứ 17 (1891), 10 bức trướng chữ Hán ghi niên hiệu Đồng Trị từ năm 1875 đến 1905.
Năm Quang Tự thứ 16 (1890), hội quán trùng tu lần thứ nhất. Năm 1981, công trình có một đợt sửa chữa lớn.
Ngày 30 tháng 11 năm 2006, Hội quán Quần Tân được Ủy ban nhân dân Thành phố Hồ Chí Minh xếp hạng di tích kiến trúc nghệ thuật cấp thành phố.

## Kiến trúc
Hội quán có quy mô tương đối nhỏ với chiều dài khoảng 30 m và chiều rộng 20 m. Khác với các hội quán tại vùng Sài Gòn – Chợ Lớn, các cột gỗ, hoành phi tại Hội quán Quần Tân không chạm trổ cầu kỳ, ngoại trừ các trang thờ và bao lam được đặt làm tại Chợ Lớn vào khoảng thế kỷ 19.

## Thờ tự
Đối tượng thờ chính tại đây là Thiên Hậu Thánh mẫu. Tượng Bà Thiên Hậu được đặt tại bàn thờ trung tâm chính điện, hai bên còn có bàn thờ Kim Hoa Thánh mẫu và Thần Tài. Vào ngày 23 tháng 3 Âm lịch, hội quán làm lễ Vía Bà Thiên Hậu. Những ngày Tết Nguyên Đán, Nguyên tiêu, Rằm tháng 7 cũng thu hút đông đảo người dân đến viếng chùa. Riêng ngày Rằm tháng 11 được chọn làm ngày trả lễ cho Bà Thiên Hậu của người Hẹ.